# Liste der Fernstraßen in Georgien

Georgisches Fernstraßennetz

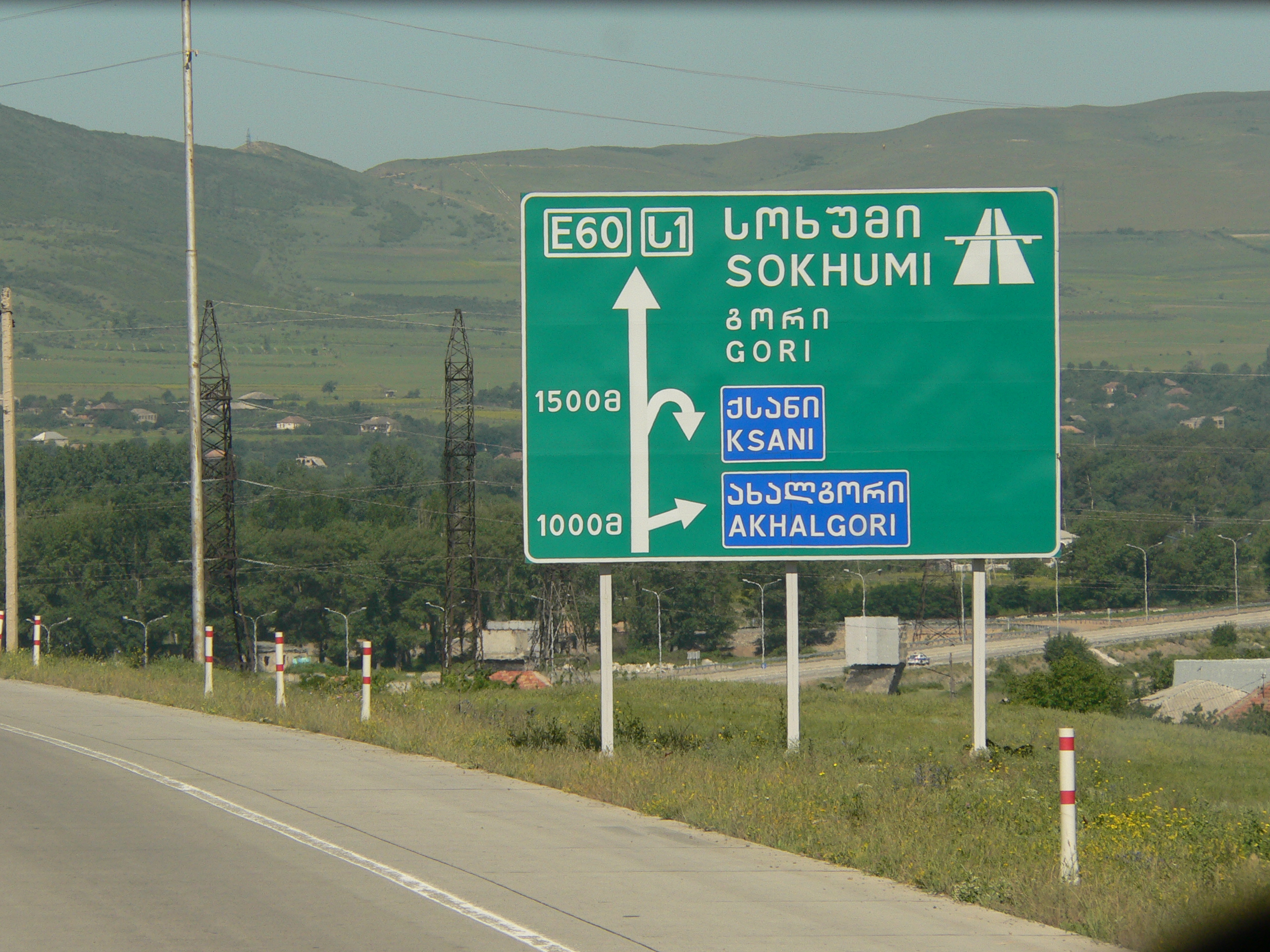
Straßenschild an der E 60/S 1 zwischen Tiflis und Gori (Abzweig nach Ksani und Achalgori)

Die Hauptrouten im Fernstraßennetz Georgiens sind auf die Hauptstadt Tiflis, in der mehr als ein Drittel der Bevölkerung Georgiens lebt, ausgerichtet und verlaufen von dort in Richtung der Grenzen zu den Nachbarstaaten Aserbaidschan (2 Grenzübergänge), Armenien (3), Türkei (3) und Russland (3, davon zwei für den internationalen Verkehr geschlossen) oder zweigen von diesen ab. Von diesen Straßen gibt es zwölf durchlaufend nummerierte, die mit dem georgischen Buchstaben ს, lateinisch S markiert sind, der für Saertaschorisso mnischwnelobis gsa (georgisch საერთაშორისო მნიშვნელობის გზა, Straße internationaler Bedeutung) steht. Die Markierung der Hauptrouten ist zumeist in georgischer und Lateinschrift ausgeführt.
Mehrere der Straßen tragen zusätzlich auf ihrer gesamten Länge oder auf Teilabschnitten Nummern des europäischen Fernstraßennetzes, die auf den Straßenschildern neben den georgischen Nummern angezeigt werden. Als Autobahn oder autobahnähnlich (georgisch საქართველოს საავტომობილო მაგისტრალი, Sakartvelos saaktomobilo magistrali) sind nur wenige Abschnitte ausgebaut, vorwiegend in der S1-Hauptroute, beispielsweise der Abschnitt Tiflis–Chaschuri und Sestaponi-Samtredia. Diese Abschnitte tragen keine abweichende oder zusätzliche Kennzeichnung durch Nummern, sie werden jedoch grün anstatt blau beschildert.
Zwei der Straßen internationaler Bedeutung (S 1 und S 10) verlaufen über das Territorium der nur von wenigen Staaten anerkannten, de facto unabhängigen Republiken Abchasien und Südossetien. Wegen des Konfliktes um diese Gebiete sind die Übergänge vom georgischen „Kernland“ dorthin geschlossen und ist über die entsprechenden Fernstraßen gegenwärtig kein Verkehr zwischen Zentralgeorgien und den Grenzübergängen nach Russland möglich. Diese Grenzübergänge dienen gegenwärtig nur dem Verkehr zwischen Russland und Abchasien sowie Südossetien.
Die nächsthöhere Straßenkategorie umfasst die Fernstraßen innerstaatlicher Bedeutung (georgisch შიდასახელმწიფოებრივი მნიშვნელობის გზა, Schidasachelmzipoebriwi mnischwnelobis gsa), die dementsprechend mit dem georgischen Buchstaben შ (entsprechend Sch) gekennzeichnet sind.

## Liste der Straßen internationaler Bedeutung
| Nummer | Verlauf und Anmerkungen | Europastraßen                                                                |
| ------ | --- | ---------------------------------------------------------------------------- |
| S 1    | Tiflis – Mzcheta – Gori – Chaschuri – Sestaponi – Kutaissi – Samtredia – Senaki – Chobi – Sugdidi – Gali – Otschamtschire – Sochumi – Achali Atoni – Gudauta – Gagra – Getschripschi (russische Grenze, weiter als A147 über Sotschi nach Noworossijsk); Westabschnitt auf dem Territorium Abchasiens, zwischen Sugdidi und Gali unterbrochen | E 60 (Tiflis–Senaki), E 117 (Tiflis–Mzcheta), E 97 (Senaki–russische Grenze) |
| S 2    | Senaki – Poti – Supsa – Kobuleti – Batumi – Sarpi (türkische Grenze, in Hopa Anschluss an die D 010 Richtung Trabzon und Samsun) | E 60 und E 97 (gemeinsam Senaki–Poti), E 70 (Poti–türkische Grenze)          |
| S 3    | Mzcheta – Schinwali – Passanauri – Stepanzminda – Larsi (russische Grenze; weiter als A161 nach Wladikawkas); genannt „Georgische Heerstraße“ | E 117                                                                        |
| S 4    | Tiflis – Rustawi – Kiratsch Muganlo (aserbaidschanische Grenze, Übergang Ziteli Chidi/„Rote Brücke“; weiter als M 2 Richtung Baku) | E 60                                                                         |
| S 5    | Tiflis – Sagaredscho – Bakurziche – Znori – Lagodechi (aserbaidschanische Grenze; weiter als M 5 Richtung Zaqatala) |                                                                              |
| S 6    | Tiflis – Marneuli – Bolnissi – Saatlo (armenische Grenze; weiter als M 3 in Richtung Wanadsor und Jerewan) | E 117                                                                        |
| S 7    | Marneuli – Sadachlo (armenische Grenze; weiter als M 6 in Richtung Wanadsor) | E 001                                                                        |
| S 8    | Chaschuri – Bordschomi – Achalziche – Wale – türkische Grenze (weiter als D 955 Richtung Ardahan) | E 691 (Achalziche–türkische Grenze)                                          |
| S 9    | Ringstraße Tiflis (თბილისის შემოვლითი გზა, Tbilissis schemowliti gsa) | E 60 (Alternativroute statt Durchquerung Tiflis)                             |
| S 10   | Gori – Zchinwali – Dschawa – Semo Roka (russische Grenze, durch den Roki-Tunnel, weiter als A164 nach Wladikawkas); genannt „Transkaukasische Fernstraße“; vorwiegend auf dem Territorium Südossetiens, zwischen Gori und Zchinwali unterbrochen                                                                                              |                                                                              |
| S 11   | Achalziche – Aspindsa – Achalkalaki – Ninozminda – armenische Grenze (weiter als M 1 in Richtung Gjumri) | E 691                                                                        |
| S 12   | Samtredia – Lantschchuti – Grigoleti | E 692 (verlegt statt früherer Route über Tschochatauri und Osurgeti)         |
| S 13   | Achalkalaki – Kartsakhi – türkische Grenze (weiter als 75-01/75-02 Richtung Çıldır und Ardahan) |                                                                              |

## Liste der Straßen innerstaatlicher Bedeutung
| Kurz | Nummer | Verlauf                                            | Länge    |
| ---- | ------ | -------------------------------------------------- | -------- |
|      | შ1     | Batumi – Achalziche                                | 159 km   |
|      | შ2     | Sadschawacho – Kobuleti                            | 73,4 km  |
|      | შ3     | Abascha – Guleikari                                | 33 km    |
|      | შ4     | Abascha – Martwili                                 | 34,5 km  |
|      | შ5     | Senaki – Choni                                     | 36,9 km  |
|      | შ6     | Sugdidi – Senaki                                   | 86 km    |
|      | შ7     | Sugdidi – Lasdili                                  | 198 km   |
|      | შ8     | Sugdidi – Anaklia                                  | 34 km    |
|      | შ9     | Otschamtschire – Tqwartscheli                      | 27,2 km  |
|      | შ10    | Matschara – Grenze mit Russland                    | 101 km   |
|      | შ11    | Bzyb – Awadhara                                    | 60 km    |
|      | შ12    | Kutaissi – Samtredia                               | 40 km    |
|      | შ13    | Baghdati – Dapnari                                 | 47,8 km  |
|      | შ14    | Kutaissi – Baghdati – Benara                       | 102,2 km |
|      | შ15    | Kutaissi – Lasdili                                 | 157 km   |
|      | შ16    | Kutaissi – Mamisson-Pass                           | 161 km   |
|      | შ17    | Kutaissi – Ambrolauri                              | 73,5 km  |
|      | შ18    | Alpana – Tsageri                                   | 22,8 km  |
|      | შ19    | Cholaburi Bridge – Terjola – Tkibuli               | 29 km    |
|      | შ20    | Bordschomi – Achalkalaki                           | 82 km    |
|      | შ21    | Achalkalaki Bypass Road                            | 2,3 km   |
|      | შ22    | Gomi – Sestaponi                                   | 107 km   |
|      | შ23    | Agara – Zchinwali                                  | 49,6 km  |
|      | შ24    | Gori – Zchinwali                                   | 25,7 km  |
|      | შ25    | Gupta – Oni                                        | 64,2 km  |
|      | შ26    | Schinwali – Schatili                               | 106 km   |
|      | შ27    | Tianeti – Schinwali                                | 21,5 km  |
|      | შ28    | Zichisdsiri – Largwissi                            | 45 km    |
|      | შ29    | Zahesi – Mzcheta – Gori – Osiauri                  | 109,5 km |
|      | შ30    | Tiflis – Tianeti                                   | 60 km    |
|      | შ31    | Tiflis – Ninozminda                                | 147 km   |
|      | შ32    | Tiflis – Rustawi                                   | 11 km    |
|      | შ33    | Marneuli – Zalka                                   | 88,7 km  |
|      | შ34    | Partskhisi – Tetrizqaro                            | 6,5 km   |
|      | შ35    | Tetrizqaro – Bolnissi                              | 20,4 km  |
|      | შ36    | Tbilisi (Pantiani) – Manglissi                     | 32 km    |
|      | შ37    | Sadachlo – Achkerpi                                | 26,2 km  |
|      | შ38    | Wasiani – Telawi                                   | 65 km    |
|      | შ39    | Tsnori – Kwemo Kedi                                | 74,2 km  |
|      | შ40    | Chalaubani – Sighnaghi – Anaga                     | 21,8 km  |
|      | შ41    | Iliatsminda – Bodbe – Gamarjveba                   | 21,4 km  |
|      | შ42    | Achmeta – Bakurziche                               | 73 km    |
|      | შ43    | Tianeti – Ninigori                                 | 129,4 km |
|      | შ44    | Pschaweli – Omalo                                  | 72 km    |
|      | შ46    | Osurgeti – Gomismta                                | 32,6 km  |
|      | შ46    | Osurgeti – Ureki                                   | 22 km    |
|      | შ47    | Schuchuti – Dsimiti                                | 17,5 km  |
|      | შ48    | Tschaladidi – Chobi                                | 15,4 km  |
|      | შ49    | Bzyb – Pizunda                                     | 12,4 km  |
|      | შ50    | Mjussera-Straße                                    | 13,5 km  |
|      | შ51    | Vartsikhe – Rokhi                                  | 7,2 km   |
|      | შ52    | Tsqaltubo – Khoni                                  | 15 km    |
|      | შ53    | Khoni – Martvili                                   | 15 km    |
|      | შ54    | Zestaponi – Baghdati                               | 18,5 km  |
|      | შ55    | Dzirula – Chumateleti                              | 51 km    |
|      | შ56    | Rikoti Tunnel Bypass                               | 4,3 km   |
|      | შ57    | Abastumani – Kanobili                              | 5 km     |
|      | შ58    | Chertwissi – Vardzia                               | 22,6 km  |
|      | შ59    | – Kareli                                           | 3,3 km   |
|      | შ60    | – Gori                                             | 5 km     |
|      | შ61    | – Kaspi – Kawtischewi                              | 10,8 km  |
|      | შ62    | Igoeti – Akhmaji                                   | 12 km    |
|      | შ63    | Igoeti – Kaspi – Akhalkalaki                       | 20,5 km  |
|      | შ64    | Narekvavi – Mzcheta – Mzcheta Bahnhof              | 6,2 km   |
|      | შ65    | Bagischala – Dusheti – Aragvispiri                 | 19,3 km  |
|      | შ66    | Rustawi – Wachtangissi                             | 24,5 km  |
|      | შ67    | Gamarjveba – Rustawi                               | 7,4 km   |
|      | შ68    | Didi Dmanisi – Bediani                             | 70,2 km  |
|      | შ69    | Qwareli – Mukuzani                                 | 17 km    |
|      | შ70    | Telawi – Shakriani                                 | 11,4 km  |
|      | შ71    | Bakuriani Circular Path                            | 3 km     |
|      | შ72    | Tirdznisi – Kheiti                                 | 18,8 km  |
|      | შ73    | – Poti-Hafen                                       | 5 km     |
|      | შ74    | Motsameta Monastery Road                           | 1,5 km   |
|      | შ75    | Bakuriani Didveli Ski complex Road                 | 2,6 km   |
|      | შ76    | Goderdsi-Pass – Beschumi                           | 10 km    |
|      | შ77    | Salkhino – Dadiani Palace Road                     | 6,7 km   |
|      | შ78    | Hatsvali Ski complex Road                          | 6 km     |
|      | შ79    | Prometheus Cave Road                               | 2,2 km   |
|      | შ80    | Kvemo Natanebi – Tscholoki-Brücke                  | 8,1 km   |
|      | შ81    | Tschochatauri – Bachmaro                           | 53 km    |
|      | შ82    | Osurgeti – Lessa                                   | 24,8 km  |
|      | შ83    | Tschochatauri – Somleti                            | 15 km    |
|      | შ84    | Sugdidi – Tschchorozqu                             | 26 km    |
|      | შ85    | Martwili – Tschchorozqu                            | 43 km    |
|      | შ86    | Nokalakevi – Didi Chkoni                           | 23,5 km  |
|      | შ87    | Khobi – Lesichine                                  | 29,2 km  |
|      | შ88    | Sugdidi – Subi                                     | 23,8 km  |
|      | შ89    | Zalendschicha – Dschichaschkari                    | 14,2 km  |
|      | შ90    | Dartscheli – Ganardschiis Muchuri                  | 12,6 km  |
|      | შ91    | Taleri – Lebarde                                   | 34 km    |
|      | შ92    | Martvili – Martvili Monastery                      | 1,3 km   |
|      | შ93    | Nossiri – Nokalakewi                               | 16,5 km  |
|      | შ94    | Zalendschicha – Dschwari                           | 13,5 km  |
|      | შ95    | Zalendschicha – Pachulani                          | 10,5 km  |
|      | შ96    | Zalendschicha                                      | 1 km     |
|      | შ97    | Shua Khorga – Kulevi                               | 15,4 km  |
|      | შ98    | Chobi – Achalsopeli                                | 10,8 km  |
|      | შ99    | Becho – Shikhra                                    | 9,1 km   |
|      | შ100   | Khaishi – Omarishara                               | 58 km    |
|      | შ101   | Zestaponi – Kharagauli                             | 20,8 km  |
|      | შ102   | შ19 (km 8) – Terjola – Katskhi                     | 28,4 km  |
|      | შ103   | Ianeti – Khoni                                     | 17,1 km  |
|      | შ104   | Kutaisi – Ianeti                                   | 34 km    |
|      | შ105   | Vani – Sulori                                      | 11,5 km  |
|      | შ106   | Shuamta – Chkvishi                                 | 4,6 km   |
|      | შ107   | Vani – Gaghma Vani                                 | 2 km     |
|      | შ108   | Kutaisi – Chognari                                 | 4,7 km   |
|      | შ109   | Tkibuli – Orpiri                                   | 24 km    |
|      | შ110   | Gelati Monastery complex road                      | 2,6 km   |
|      | შ111   | Banoja – Sataplia                                  | 6,1 km   |
|      | შ112   | Tskaltubo – Partskhanakanevi                       | 11,3 km  |
|      | შ113   | Giorgi Tsereteli Museum road                       | 1,1 km   |
|      | შ114   | Chiatura – Gezruli                                 | 32 km    |
|      | შ115   | Shukruti – Usakhelo – Korbouli                     | 19,2 km  |
|      | შ116   | Matchodschi – Kintschcha                           | 19 km    |
|      | შ117   | შ53 (km 2) – Dzedzileti – Gelaveri                 | 20 km    |
|      | შ118   | Gordi – Dzedzileti                                 | 5,6 km   |
|      | შ119   | Chrebalo – Nikortsminda                            | 25,1 km  |
|      | შ120   | Tsesi – Uravi                                      | 14,2 km  |
|      | შ121   | Saglolo – Ghebi                                    | 12 km    |
|      | შ122   | Lentechi – Bawari                                  | 24 km    |
|      | შ123   | Zana – Sescho                                      | 7 km     |
|      | შ124   | Adigeni – Arali                                    | 16 km    |
|      | შ125   | Akhaltsikhe – Ghreli – Sapara Monastery            | 9 km     |
|      | შ126   | (km 3, Akhalkalaki)- Kumurdo                       | 10,2 km  |
|      | შ127   | Borjomi – Tsemi                                    | 12,5 km  |
|      | შ128   | Tsaghveri – Kimotesubani                           | 4 km     |
|      | შ129   | Achalkalaki – Tschatschubeti – Rkoni               | 21,9 km  |
|      | შ130   | Bypass Chakvi – Makhinjauri Tunnel                 | 6,2 km   |
|      | შ131   | შ29 (km 25) – Tsinarekhi – Kvatakhevi              | 9,6 km   |
|      | შ132   | Metekhi – Kvemo Gomi – St John Church              | 9 km     |
|      | შ133   | (km 57) – Samtavisi – Samtavisi Cathedral          | 4,2 km   |
|      | შ134   | Kareli – Kinzwisi                                  | 8,9 km   |
|      | შ135   | – Ruissi                                           | 1 km     |
|      | შ136   | – Urbnissi                                         | 1,1 km   |
|      | შ137   | Chidistawi – Zemo Boshuri                          | 28 km    |
|      | შ138   | Gori – Medschwrischewi                             | 17 km    |
|      | შ139   | შ29 – Uplisziche                                   | 6,7 km   |
|      | შ140   | Zchinwali – Azrischewi                             | 28 km    |
|      | შ141   | Vanati – Geri                                      | 12 km    |
|      | შ142   | Sasadilo – Khevsurtsopeli                          | 27 km    |
|      | შ143   | Dusheti – Odzisi                                   | 17,9 km  |
|      | შ144   | შ1 – Zarzma Monastery                              | 0,8 km   |
|      | შ145   | შ29 – Chargali                                     | 3,1 km   |
|      | შ146   | Stepanzminda – Gergetier Dreifaltigkeitskirche     | 6 km     |
|      | შ147   | Achkhoti – Dschuta                                 | 20 km    |
|      | შ148   | Orkhevi – Sioni                                    | 3,7 km   |
|      | შ149   | Zizamuri – Zchwaritschamia                         | 20,8 km  |
|      | შ150   | Mzcheta – Schiomghwime                             | 11,4 km  |
|      | შ151   | Natakhtari – Mukhrani                              | 16,1 km  |
|      | შ152   | Sahessi – Dschwari-Kloster                         | 6,7 km   |
|      | შ153   | Nichbisi – Digdori – Didi Toneti                   | 28 km    |
|      | შ154   | Bolnissi – Zughrughascheni                         | 11,7 km  |
|      | შ155   | Kveshi – Tandzia                                   | 8 km     |
|      | შ156   | (km 35) – Tsurtavi Castle                          | 1,1 km   |
|      | შ157   | Rustawi – Jandari                                  | 13 km    |
|      | შ158   | შ157 (km 10) – David Gareja                        | 13,5 km  |
|      | შ159   | შ36 – Betania                                      | 7 km     |
|      | შ160   | Vaziani – Martqopi Monastery                       | 27,5 km  |
|      | შ161   | Schulaweri – Ziteli Chidi                          | 23 km    |
|      | შ162   | Schulaweri – Tserakvi                              | 23,8 km  |
|      | შ163   | Marneuli – Asiskendi                               | 18,5 km  |
|      | შ164   | Tsereteli – Kaselo                                 | 25 km    |
|      | შ165   | შ31 – Amlewi – Orbeti – შ36                        | 9,5 km   |
|      | შ166   | Tetrizqaro – Gudarechi                             | 14,5 km  |
|      | შ167   | შ35 – Samshvildi – Samshvildi Fortress             | 1 km     |
|      | შ168   | Samshvildi – Pirghebuli monastery                  | 7 km     |
|      | შ169   | Imera – Avranlo                                    | 32 km    |
|      | შ170   | Gurdschaani – Apeni – Giorgeti                     | 29,6 km  |
|      | შ171   | Sakobo – Tsiteli Sabatlo                           | 67,3 km  |
|      | შ172   | Sagaredscho – Dawit Garedscha                      | 49 km    |
|      | შ173   | Archiloskalo – Samtatskaro                         | 6 km     |
|      | შ174   | Khornabuji – Erisimedi                             | 21 km    |
|      | შ175   | Signagi – Tsnori                                   | 7,6 km   |
|      | შ176   | Signagi – St. Nino Monastery                       | 1,2 km   |
|      | შ177   | შ176 – St. Nino’s spring                           | 2,9 km   |
|      | შ178   | შ38 (Telavi) – Dzveli Shuamta’s Monastery          | 2,3 km   |
|      | შ179   | შ42 – Ikalto Academy                               | 1,8 km   |
|      | შ180   | Akura – Mama Davity Historical Monument            | 3 km     |
|      | შ181   | Dsinobiani – Gawasi                                | 12,7 km  |
|      | შ183   | Achmeta – Dschokolo – Batsara                      | 23 km    |
|      | შ184   | Zemo Khodashen – Alaverdi Monastery – Kvemo Alvani | 11,7 km  |
|      | შ185   | Tschuburchindschi – Gagida                         | 26 km    |
|      | შ186   | – Mokvi – Otap                                     | 20,8 km  |
|      | შ187   | Sochumi – Besleti                                  | 3,5 km   |
|      | შ188   | Sochumi – Gumista                                  | 3,4 km   |
|      | შ189   | – Sochumi Babushara Airport                        | 4,6 km   |
|      | შ190   | – Lykhny –                                         | 35,8 km  |
|      | შ191   | – New Athos Cave                                   | 0,8 km   |
|      | შ192   | Gagra – Kolchis                                    | 8,3 km   |
|      | შ193   | Leselidze – Gantiadi                               | 9,2 km   |
|      | შ194   | Gatschrypsch – Mikelripschi                        | 17,2 km  |
|      | შ195   | შ172 (km 43) – Natlismtsemeli                      | 5 km     |
|      | შ196   | Nikozi – Avnevi                                    | 8,5 km   |
|      | შ197   | შ43 – Qwareli – Nekressi                           | 4,4 km   |
|      | შ198   | (km 4) – Variani – Sakasheti – (km 101)            | 25 km    |
|      | შ199   | Kubriantkari – Akhaltsikhe – Kenchaklde            | 15 km    |
|      | შ200   | შ43 – Kvareli Winery                               | 1,5 km   |
|      | შ201   | შ17 (km 10) – Orpiri – Tsutskhvati Cave            | 10,5 km  |
|      | შ202   | Gori Tunnel Bypass                                 | 6,1 km   |
|      | შ203   | (km 102, Kareli Exit) – Agara – (km 121)           | 17,6 km  |
|      | შ204   | (km 214, Nakhshirghele Exit) – Samtredia           | 46,3 km  |
|      | შ205   | Kobuleti – Chakvi –                                | 12,4 km  |